# Veľaty
Veľaty este o comună slovacă, aflată în districtul Trebišov din regiunea Košice. Localitatea se află la altitudinea de 141 m deasupra n.m., se întinde pe o suprafață de 12,04 km2 și în 2017 număra 832 de locuitori.

## Istoric
Localitatea Veľaty este atestată documentar din 1220.

## Demografie
| An:                | 1994 | 2004   | 2014   | 2024   |
| ------------------ | ---- | ------ | ------ | ------ |
| Număr de persoane: | 849  | 819    | 856    | 818    |
| Diferență:         |      | −3,53% | +4,51% | −4,43% |

| An:                | 2023 | 2024   |
| ------------------ | ---- | ------ |
| Număr de persoane: | 829  | 818    |
| Diferență:         |      | −1,32% |